# Petersite-(Y)
La petersite-(Y) è un minerale appartenente al gruppo della mixite.